# Europamästerskapen i friidrott 2024 – Herrarnas kulstötning
Herrarnas kulstötning vid europamästerskapen i friidrott 2024 avgjordes mellan den 7 och 8 juni 2024 på Olympiastadion i Rom i Italien.
Guldet togs av italienske Leonardo Fabbri efter en stöt på 22,45 meter, vilket blev ett nytt mästerskapsrekord. Silvret togs av kroatiske Filip Mihaljević och bronset togs av polske Michał Haratyk.

## Rekord
| Rekord inför EM 2024 | Rekord inför EM 2024  | Rekord inför EM 2024 | Rekord inför EM 2024    | Rekord inför EM 2024 |
| -------------------- | --------------------- | -------------------- | ----------------------- | -------------------- |
| Världsrekord         | Ryan Crouser (USA)    | 23,56 m              | Los Angeles, USA        | 27 maj 2023          |
| Europarekord         | Ulf Timmermann (GDR)  | 23,06 m              | Chania, Grekland        | 22 maj 1988          |
| Mästerskapsrekord    | Werner Günthör (SUI)  | 22,22 m              | Stuttgart, Västtyskland | 28 augusti 1986      |
| Världsårsbästa       | Joe Kovacs (USA)      | 23,13 m              | Eugene, USA             | 25 maj 2024          |
| Europaårsbästa       | Leonardo Fabbri (ITA) | 22,95 m              | Savona, Italien         | 15 maj 2024          |

## Program
Alla tider är lokal tid (UTC+1)
| Datum       | Tid   | Omgång |
| ----------- | ----- | ------ |
| 7 juni 2024 | 19:55 | Kval   |
| 8 juni 2024 | 21:02 | Final  |

## Resultat

### Kval
Kvalregler: Stöt på minst 20,70 meter 0Q0 eller de 12 friidrottare med längst stöt 0q0 gick vidare till finalen.
| Placering | Grupp | Namn                  | Nationalitet            | #1    | #2    | #3    | Distans | Noteringar |
| --------- | ----- | --------------------- | ----------------------- | ----- | ----- | ----- | ------- | ---------- |
| 1         | A     | Leonardo Fabbri       | Italien                 | 21,10 |       |       | 21,10   | 0Q0        |
| 2         | A     | Marcus Thomsen        | Norge                   | 20,69 |       |       | 20,69   | 0q0        |
| 3         | A     | Filip Mihaljević      | Kroatien                | 20,05 | 20,69 |       | 20,69   | 0q0        |
| 4         | B     | Wictor Petersson      | Sverige                 | 20,19 | 20,57 | 19,99 | 20,57   | 0q0, 0SB0  |
| 5         | B     | Tomáš Staněk          | Tjeckien                | 20,53 |       |       | 20,53   | 0q0        |
| 6         | B     | Scott Lincoln         | Storbritannien          | 19,97 | 20,31 |       | 20,31   | 0q0        |
| 7         | A     | Bob Bertemes          | Luxemburg               | 19,70 | 19,60 | 20,23 | 20,23   | 0q0        |
| 8         | B     | Francisco Belo        | Portugal                | 20,18 | 20,02 | x     | 20,18   | 0q0        |
| 9         | B     | Andrei Toader         | Rumänien                | 19,29 | 20,13 | 19,78 | 20,13   | 0q0        |
| 10        | A     | Michał Haratyk        | Polen                   | 19,00 | 19,79 | 19,66 | 19,79   | 0q0        |
| 11        | B     | Mesud Pezer           | Bosnien och Hercegovina | 19,04 | 19,79 | 19,41 | 19,79   | 0q0        |
| 12        | B     | Zane Weir             | Italien                 | 18,80 | x     | 19,71 | 19,71   | 0q0        |
| 13        | A     | Silas Ristl           | Tyskland                | 19,38 | 19,15 | 19,64 | 19,64   |            |
| 14        | A     | Eric Favors           | Irland                  | 19,39 | 19,46 | 19,60 | 19,60   |            |
| 15        | A     | Tsanko Arnaudov       | Portugal                | 19,42 | 19,42 | 19,31 | 19,42   |            |
| 16        | B     | Roman Kokosjko        | Ukraina                 | x     | 19,41 | 19,30 | 19,41   |            |
| 17        | B     | Konrad Bukowiecki     | Polen                   | 19,17 | 18,69 | 19,20 | 19,20   |            |
| 18        | B     | Asmir Kolašinac       | Serbien                 | 19,17 | 19,19 | x     | 19,19   |            |
| 20        | B     | Muhamet Ramadani      | Kosovo                  | 18,64 | 18,71 | 19,10 | 19,10   |            |
| 19        | B     | Jander Heil           | Estland                 | 18,71 | 19,14 | x     | 19,14   |            |
| 21        | A     | Giorgi Mujaridze      | Georgien                | x     | 18,99 | x     | 18,99   |            |
| 22        | A     | Jesper Arbinge        | Sverige                 | 18,97 | 18,86 | x     | 18,97   |            |
| 23        | B     | Odysseas Mouzenidis   | Grekland                | 18,46 | 18,84 | 18,70 | 18,84   |            |
| 24        | A     | Lorenzo del Gatto     | Italien                 | 18,46 | 18,83 | 18,82 | 18,83   |            |
| 25        | B     | Szymon Mazur          | Polen                   | 18,35 | 18,76 | x     | 18,76   |            |
| 26        | A     | Tadeáš Procházka      | Tjeckien                | 17,95 | x     | 17,59 | 17,95   |            |
| 27        | A     | Marius Musteață       | Rumänien                | 17,46 | x     | x     | 17,46   |            |
| 28        | A     | Anastasios Latifllari | Grekland                | 16,83 | x     | x     | 16,83   |            |
|           | A     | Armin Sinančević      | Serbien                 | x     | x     | x     | NM      |            |

### Final
| Placering | Namn             | Nationalitet            | #1    | #2    | #3    | #4    | #5    | #6    | Distans | Noteringar |
| --------- | ---------------- | ----------------------- | ----- | ----- | ----- | ----- | ----- | ----- | ------- | ---------- |
| 1         | Leonardo Fabbri  | Italien                 | 20,42 | 22,12 | x     | x     | 22,45 | 21,93 | 22,45   | 0MR0       |
| 2         | Filip Mihaljević | Kroatien                | 21,10 | 20,69 | 20,96 | 20,63 | x     | 21,20 | 21,20   |            |
| 3         | Michał Haratyk   | Polen                   | 20,94 | 20,55 | x     | 19,81 | 20,79 | 20,55 | 20,94   | 0SB0       |
| 4         | Scott Lincoln    | Storbritannien          | 20,51 | x     | 19,92 | 20,88 | 20,23 | x     | 20,88   |            |
| 5         | Tomáš Staněk     | Tjeckien                | 20,19 | x     | 19,48 | 20,88 | x     | 20,09 | 20,88   |            |
| 6         | Bob Bertemes     | Luxemburg               | 19,60 | x     | 20,86 | x     | x     | x     | 20,86   |            |
| 7         | Andrei Toader    | Rumänien                | 19,24 | 20,38 | 20,07 | 20,19 | 20,43 | 19,83 | 20,43   |            |
| 8         | Marcus Thomsen   | Norge                   | 19,98 | 20,42 | 20,24 | 20,11 | 20,34 | 20,20 | 20,42   |            |
| 9         | Mesud Pezer      | Bosnien och Hercegovina | 19,70 | 19,60 | 19,92 |       |       |       | 19,92   |            |
| 10        | Francisco Belo   | Portugal                | 19,74 | 19,37 | x     |       |       |       | 19,74   |            |
| 11        | Zane Weir        | Italien                 | 19,36 | 19,70 | 19,25 |       |       |       | 19,70   |            |
| 12        | Wictor Petersson | Sverige                 | 19,45 | 19,41 | x     |       |       |       | 19,45   |            |